# Shaoguan Guitou Airport
Shaoguan Guitou Airport (kinesiska: 韶关桂头机场, Sháoguān Guìtou Jīchǎng) är en flygplats i Kina. Den ligger i provinsen Guangdong, i den södra delen av landet, omkring 210 kilometer norr om provinshuvudstaden Guangzhou.
Runt Shaoguan Guitou Airport är det tätbefolkat, med 982 invånare per kvadratkilometer. Närmaste större samhälle är Lecheng, 18,2 km norr om Shaoguan Guitou Airport. Trakten runt Shaoguan Guitou Airport består till största delen av jordbruksmark.
Genomsnittlig årsnederbörd är 2 267 millimeter. Den regnigaste månaden är maj, med i genomsnitt 445 mm nederbörd, och den torraste är oktober, med 32 mm nederbörd.